# Marius Nedelcu
Marius Nedelcu (ur. 31 lipca 1976 w Câmpinie) – rumuński wokalista. Były członek zespołu Akcent. Jako solowy wokalista zadebiutował wydanym w 2008 roku albumem By Myself.

## Dyskografia
Albumy
- 2008: By Myself

Single
- "Believe in your love" (wydane w okresie współtworzenia grupy Akcent)
- "Please you" gościnnie: Alexandra Ungureanu & Crush (wydane w okresie współtworzenia grupy Akcent)
- "Rain" gościnnie z Giulią (2008) - z płyty "By Myself" 2008
- "Never Be" feat. Carbon (2008)
- "Obsession" (2009)  (kompozycja: muzyka i słowa: Marius Nedelcu oraz George Popa)
- "You" (2010)
- "Slow It Down" (2011)
- "Love Is Blind" (2012)
- "Love You Too" (2013)

Współudział
- 2011: Nexx – Put Your Hands